# 울티마 IX: 승천
《울티마 IX: 승천》은 오리진 시스템스가 개발하고 일렉트로닉 아츠가 배급한 1999년 롤플레잉 비디오 게임이다. 《울티마》 시리즈의 아홉 번째이자 마지막 본편으로, 마이크로소프트 윈도우로 개발돼 북미 지역에서 1999년 11월 23일 최초로 출시됐다.
《울티마 VIII》의 사건 이후 지구로 돌아간 아바타가 가디언이 점령한 브리타니아로 귀환해 가디언을 무찌르는 이야기를 그렸다. 3D 그래픽을 활용해 구축된 세계를 무대로 게임플레이가 재구축됐으며 마법과 검을 활용한 전투가 주를 이룬다.
《울티마 IX》는 극심한 개발 지옥을 겪었다. 전작 《울티마 VIII》의 출시 시점에서 제작이 시작돼 1996년 경부터 스크린샷에 공개됐으나, 실제 개발 역사에서 이야기와 게임플레이가 상당히 다른 최소한 4가지의 《울티마 IX》가 존재했다. 《울티마 온라인》의 예상치 못한 성공 후 오리진 내의 개발진 상당수가 해당 게임으로 이동하면서 난관에 봉착해, 최종적으로 원래 계획에서 많은 부분이 축소하거나 삭제된 상태로 게임이 발매됐다.
《울티마 IX》는 발매 당시 복합적인 평가를 받았다. 게임 언론은 3D로 재구성된 롤플레잉 게임플레이를 조명했으나 게임 내 산재한 버그와 기술적 문제로 혹평을 가했다.

## 반응
《울티마 IX》는 리뷰 애그리게이터 웹사이트 게임랭킹스에서 복합적인 평가를 기록했다.

## 참조

### 주해
1. ↑  영어: Ultima IX: Ascension